# بايبر ماكنزي هاريس
بايبر ماكنزي هاريس (بالإنجليزية: Piper Mackenzie Harris)‏ ممثلة أمريكية ولدت في 26 يناير 2000 في تكساس، الولايات المتحدة الأمريكية بدأت مشوارها الفني عام 2007 .

## روابط خارجية
- الموقع الرسمي
- بايبر ماكنزي هاريس على موقع IMDb (الإنجليزية)
- بايبر ماكنزي هاريس على موقع ألو سيني (الفرنسية)
- بايبر ماكنزي هاريس على موقع أول موفي (الإنجليزية)
- بايبر ماكنزي هاريس على موقع قاعدة بيانات الفيلم (الإنجليزية)
- بايبر ماكنزي هاريس على موقع كينوبويسك (الروسية)